# Концерт для фортепіано з оркестром № 18 (Моцарт)
Концерт для фортепіано з оркестром № 18 сі-бемоль мажор (KV 456) Вольфганга Амадея Моцарта написаний 1784 року у Відні.
Складається з трьох частин:
1. Allegro vivace
2. Andante in G minor
3. Allegro vivace